# Trunch
Trunch est un village et une paroisse civile du Norfolk, en Angleterre.